# Центрипетализм
Центрипетализм, который в некоторых источниках называют интегративным распределением власти (название происходит от физического срока центростремительная сила - centripetal force), является моделью демократических институтов для разделенных обществ (как правило, по этническому, религиозному или социальному признаку), целью которой является стимулирование сторон и партий к умеренной и уступчивой политике, а также укрепление центра поляризованного политического спектра. Как теория, центрипетализм развился из критики консоционализма Дональдом Л. Горовицем и другими учеными. Обе модели предоставляют институциональные рекомендации для разделенных обществ. В то время, когда консоционализм нацелен на включение и представительство каждой этнической группы, центрипетализм нацелен на деполитизацию этничности и поощрение многоэтнических партий. 

## Инструменты
Центрипетализм связан с инструментами, которые поощряют стягивание голосов избирателей (vote pooling). Стягивание голосов происходит, когда политикам нужно привлечь избирателей из разных групп, чтобы победить на выборах. Например, если какая-то этническая группа недостаточно велика, чтобы выбрать собственного этнического политического представителя, избиратели из этой группы скорее предпочтут умеренных, чем радикальных политиков другой этнической группы. В этой теоретической модели, стягивание голосов избирателей дает преимущества умеренным политикам, которые стремятся привлечь голоса других групп, с помощью избирательной системы, позволяющей избирателям указывать не только свой основной выбор, но и следующие приоритеты. Исходя из этой логики, центрипеталисты отдают предпочтение таким системам голосования, как альтернативное голосование, дополнительное голосования, система единого передаваемого голоса. 

## Примеры
Центрипетальные учреждения и системы голосования достаточно редки, а примеров их использования не так много. Самыми известными примерами использования центрипетальних институтов являются политические системы Австралии, Эстонии, Фиджи, Северной Ирландии, Папуа-Новой Гвинеи, Шри-Ланки, Республики Сербской, Индонезии, Кении, Нигерии,, Южной Родезии .

## Критика
Одной из основных проблем теории является отсутствие эмпирических доказательств, подтверждающих эффективность центрипетализма.  Центрипетальные учреждения не работают в избирательных системах, в которых избирательные округа являются однородными по составу, поскольку в этих случаях политики не стимулированы создавать многоэтнические партии, поскольку им не нужно обращаться к избирателям вне своей группы  . Некоторые данные свидетельствуют о том, что центрипетальные учреждения приводят к еще большей нестабильности и экстремизма. 